# Sarlat e la Canedat
Sarlat e la Canedat o simplement Sarlat (nom occità) (en francès Sarlat-la-Canéda) és un municipi francès situat al departament de la Dordonya i a la regió de la Nova Aquitània. L'any 1999 tenia 9.707 habitants.

## Història

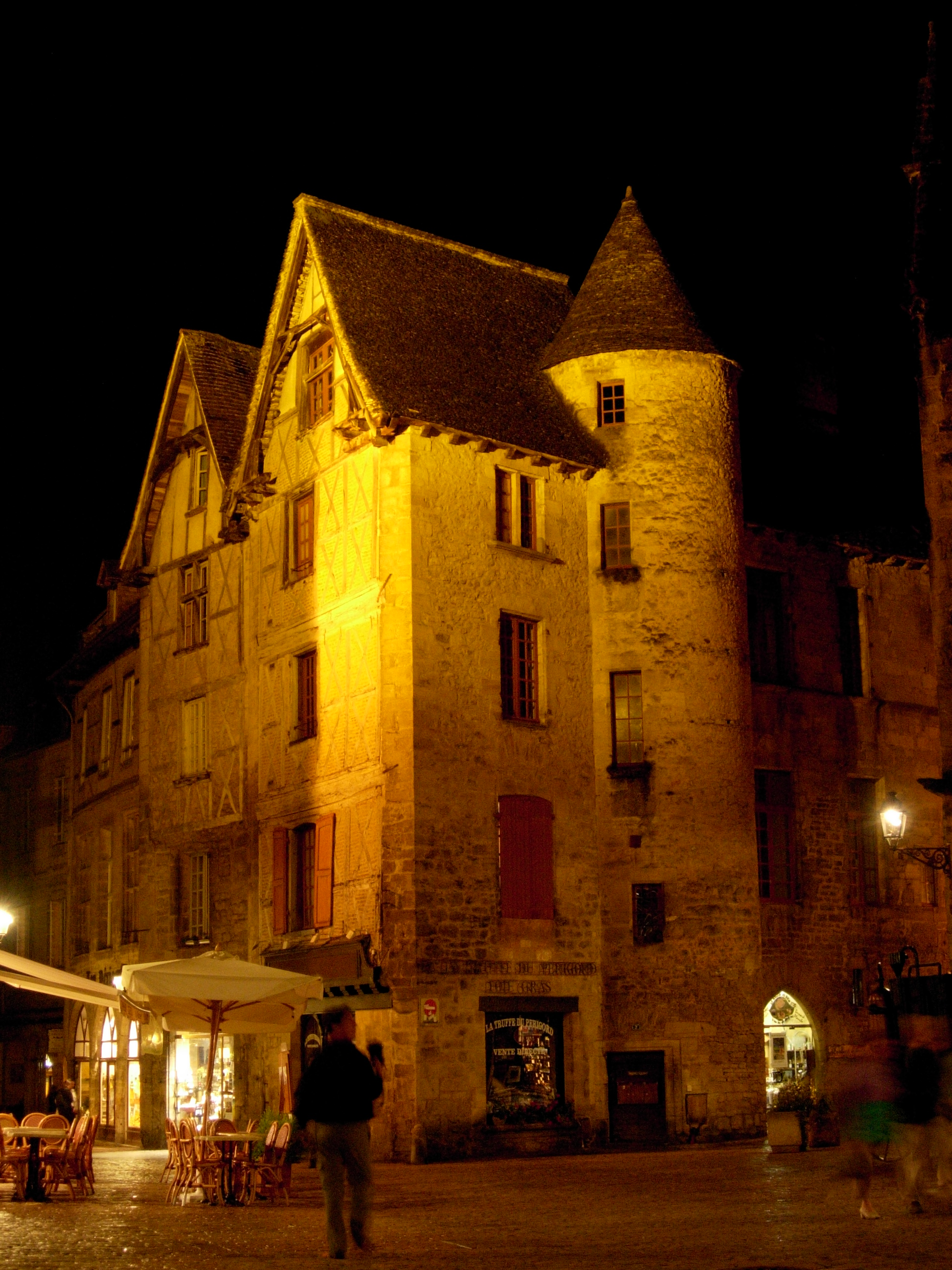
Sarlat de nit

Sarlat és una ciutat medieval que s'ha desenvolupat al voltant d'una gran abadia benedictina d'origen carolingi. Senyoria monàstica, va atènyer la seva esplendor en el segle xiii. L'origen de l'abadia es perd en les llegendes. Existeix ja al segle ix, formant part de les sis grans abadies del Perigord (Paunat, Belvès, Sant Front de Périgueux, Brantòsme, i Terrasson e la Vila Diu). L'abadia de Sarlat és l'única que va ser perdonada pels vikings, segurament per estar lluny del marge de la Dordonya i els seus afluents.
Es va situar el 1153 sota la protecció directa de la Santa Seu a Roma. Va ser reconstruïda en estil romànic entre 1125 i 1160. El 1318, l'abadia va ser la seu del nou bisbat creat pel papa Joan XXII. L'església abacial va progressar a catedral de la diòcesi de Sarlat. Els bisbes, reemplaçant els abats, van començar la seva transformació arquitectònica que no va ser acabada fins al final del segle xvii.
A partir del segle xiv, bisbes i cònsols es van repartir el poder fins a la Revolució. Feta ciutat episcopal, Sarlat va tenir un paper preeminent en el moment de la guerra dels Cent Anys. Reserva d'homes d'armes, de municions i d'aliments, la ciutat fortificada va ser igualment defensada pels castells situats a la rodalia i va poder portar ajuda a altres ciutats assetjades pels Anglesos: Belvès, Domme, Montignac. Tanmateix, pel tractat de Brétigny del 1360 va passar a mans dels anglesos. Es va unir al rei de França 10 anys més tard quan el conestable del Guesclin va rebutjar els Anglesos. La ciutat, tot jugant el mateix paper que anteriorment, es va haver de rendir dues vegades i sofrir de les exaccions del capità de Vivans i del vescomte de Turenne.
La guerra de la Fronda va posar fi en aquest període favorable i el 1652, Sarlat torna a ser ocupada per les tropes de Condé.
La qualitat arquitectònica dels seus monuments i dels seus habitatges testifica del seu dinamisme i la seva capacitat per mantenir-se en els grans corrents econòmics. La desaparició de la diòcesi a la Revolució li va retirar la seva preeminència. Feta capital de comarca, es va adormir, durant prop de 150 anys, per revivificar-se només des de fa 40 anys.
El centre històric de Sarlat ha estat miraculosament salvat de la modernitat gràcies a la llei promulgada el 4 d'agost de 1962, la Loi Malraux. Aquesta llei sobre la restauració de les zones a ser salvaguardades va ser aplicada per primera vegada a França a Sarlat. El centre de la petita ciutat medieval amb els seus 65 monuments i immobles protegits va servir d'operació pilot per a la posada a punt dels finançaments i dels criteris de restauració.

## Administració
| Període   | Identitat               | Partit |
| --------- | ----------------------- | ------ |
| 1977-1989 | Louis Delmon            | PCF    |
| 1989-     | Jean-Jacques de Peretti | UMP    |

## Monuments i llocs turístics
Sarlat està classificada ciutat d'art i d'història i es diu que té la densitat més forta de monuments històrics classificats o inscrits al món...Henry Miller va dir: Això, és el Paradís dels francesos.
- Església Santa Maria reconvertida en mercat cobert i espai cultural per l'arquitecte Jean Nouvel
- Catedral Sant Sacerdos (Segle XII al segle xiv)
- Capella dels Récollets, dita dels penitents blancs (Segle XVII)
- Jardí dels Enfeus (Segle XIV al segle xvi)
- Llanterna dels morts (Segle XII), prop de 10 m d'alçària prou rara a França d'aquesta talla i a aquest estat
- Volta del Botxí i restes parcials de les antigues muralles
- Antic bisbat que acull l'Oficina de turisme i de les sales d'exposicions
- Casa de la Boétie (Segle XVI)

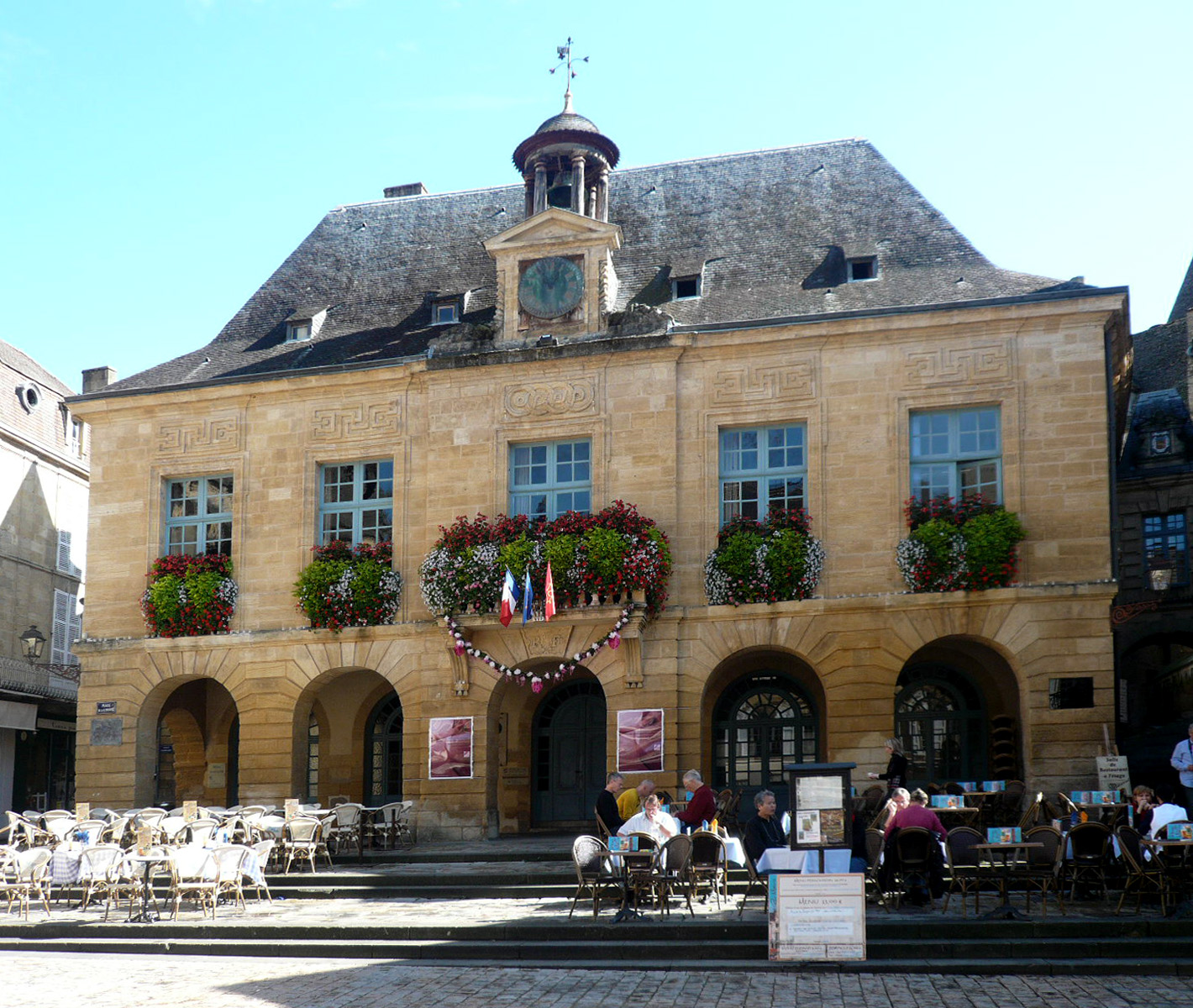
Alcaldia
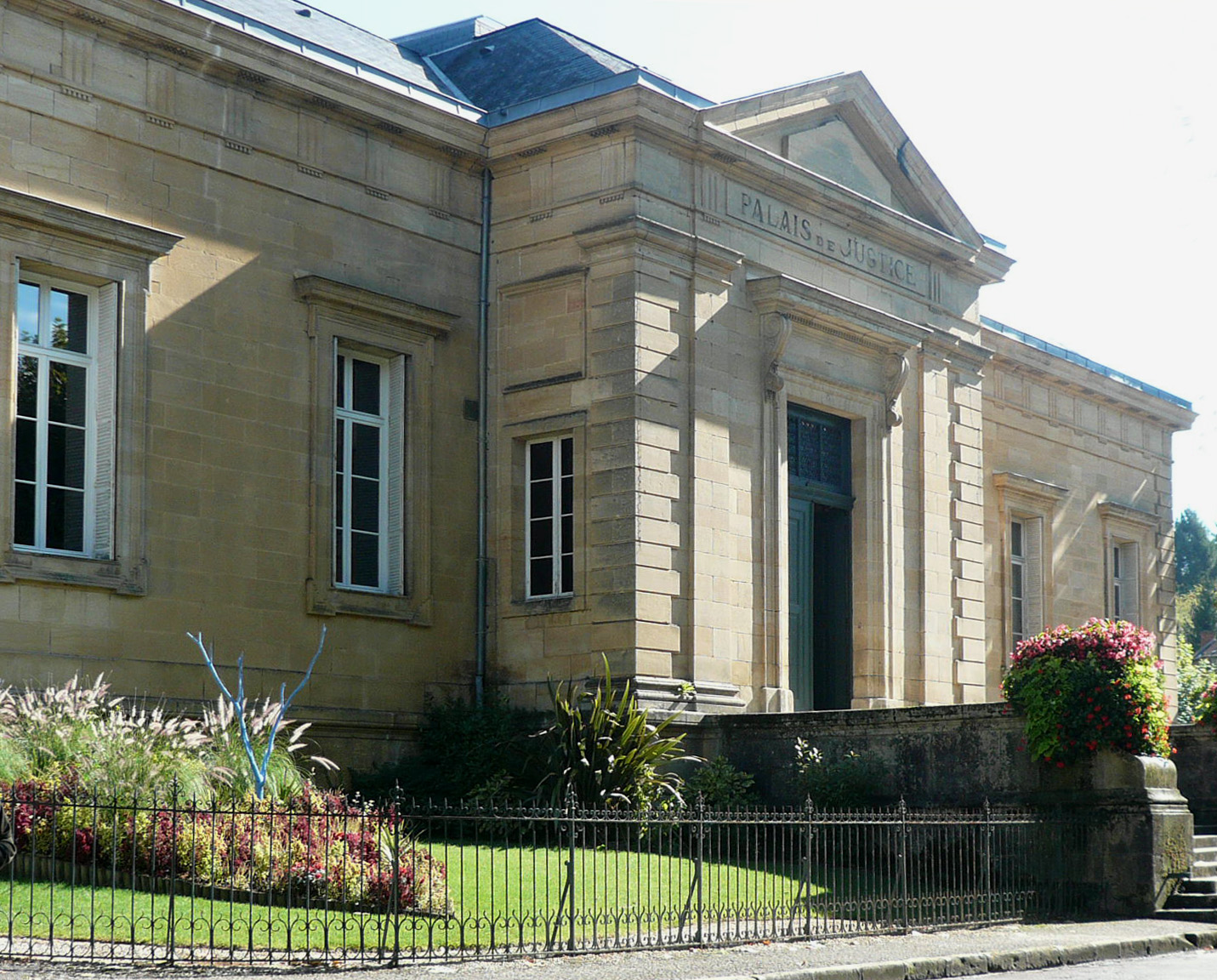
Palau de justícia
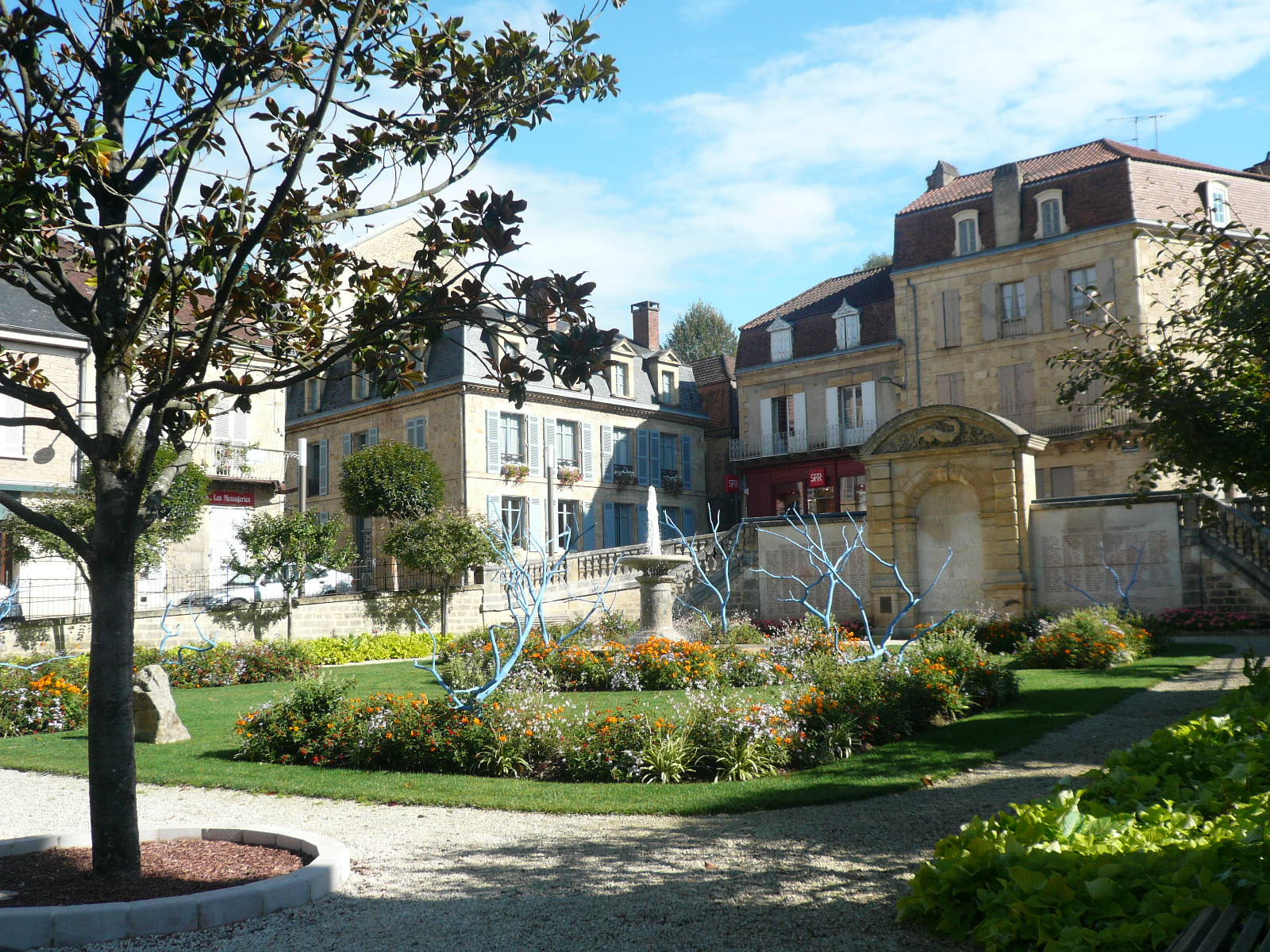
Plaça del 8 de maig de 1945

## Evolució demogràfica

### Abans la fusión dels municipis el 1965
| Evolució de la població de Sarlat (Ldh/EHESS/Cassini) |       |       |       |       |       |       |       |       |
| 1793                                                  | 1800  | 1806  | 1821  | 1831  | 1836  | 1841  | 1846  | 1851  |
| 7 877                                                 | 5 924 | 5 263 | 5 529 | 6 056 | 5 669 | 5 941 | 6 119 | 5 800 |

| 1856  | 1861  | 1866  | 1872  | 1876  | 1881  | 1886  | 1891  | 1896  |
| ----- | ----- | ----- | ----- | ----- | ----- | ----- | ----- | ----- |
| 6 223 | 6 331 | 6 822 | 6 255 | 6 554 | 6 457 | 6 069 | 6 615 | 7 225 |

| 1901  | 1906  | 1911  | 1921  | 1926  | 1931  | 1936  | 1946  | 1954  |
| ----- | ----- | ----- | ----- | ----- | ----- | ----- | ----- | ----- |
| 6 535 | 6 195 | 6 481 | 6 469 | 6 497 | 6 541 | 6 982 | 7 108 | 7 073 |

| 1962  | 1968 | 1975 | 1982 | 1990 | 1999 | 2006 | 2011 | 2016 |
| ----- | ---- | ---- | ---- | ---- | ---- | ---- | ---- | ---- |
| 7 150 | -    | -    | -    | -    | -    | -    | -    | -    |

| 2019 | - | - | - | - | - | - | - | - |
| ---- | - | - | - | - | - | - | - | - |
| -    | - | - | - | - | - | - | - | - |

| Evolució de la població de Sarlat (Ldh/EHESS/Cassini) |       |       |       |       |       |       |       |       |
| 1793                                                  | 1800  | 1806  | 1821  | 1831  | 1836  | 1841  | 1846  | 1851  |
| 7 877                                                 | 5 924 | 5 263 | 5 529 | 6 056 | 5 669 | 5 941 | 6 119 | 5 800 |

| 1856  | 1861  | 1866  | 1872  | 1876  | 1881  | 1886  | 1891  | 1896  |
| ----- | ----- | ----- | ----- | ----- | ----- | ----- | ----- | ----- |
| 6 223 | 6 331 | 6 822 | 6 255 | 6 554 | 6 457 | 6 069 | 6 615 | 7 225 |

| 1901  | 1906  | 1911  | 1921  | 1926  | 1931  | 1936  | 1946  | 1954  |
| ----- | ----- | ----- | ----- | ----- | ----- | ----- | ----- | ----- |
| 6 535 | 6 195 | 6 481 | 6 469 | 6 497 | 6 541 | 6 982 | 7 108 | 7 073 |

| 1962  | 1968 | 1975 | 1982 | 1990 | 1999 | 2006 | 2011 | 2016 |
| ----- | ---- | ---- | ---- | ---- | ---- | ---- | ---- | ---- |
| 7 150 | -    | -    | -    | -    | -    | -    | -    | -    |

| 2019 | - | - | - | - | - | - | - | - |
| ---- | - | - | - | - | - | - | - | - |
| -    | - | - | - | - | - | - | - | - |

| Evolució de la població de la Canedat (Ldh/EHESS/Cassini) |      |      |      |      |      |      |      |      |
| 1793                                                      | 1800 | 1806 | 1821 | 1831 | 1836 | 1841 | 1846 | 1851 |
| -                                                         | 99   | -    | 187  | 167  | 191  | 162  | 174  | 180  |

| 1856 | 1861 | 1866 | 1872 | 1876 | 1881 | 1886 | 1891 | 1896 |
| ---- | ---- | ---- | ---- | ---- | ---- | ---- | ---- | ---- |
| 182  | 360  | 440  | 442  | 427  | 588  | 526  | 505  | 502  |

| 1901 | 1906 | 1911 | 1921 | 1926 | 1931 | 1936 | 1946 | 1954 |
| ---- | ---- | ---- | ---- | ---- | ---- | ---- | ---- | ---- |
| 489  | 544  | 566  | 575  | 615  | 619  | 597  | 677  | 654  |

| 1962 | 1968 | 1975 | 1982 | 1990 | 1999 | 2006 | 2011 | 2016 |
| ---- | ---- | ---- | ---- | ---- | ---- | ---- | ---- | ---- |
| 761  | -    | -    | -    | -    | -    | -    | -    | -    |

| 2019 | - | - | - | - | - | - | - | - |
| ---- | - | - | - | - | - | - | - | - |
| -    | - | - | - | - | - | - | - | - |

| Evolució de la població de la Canedat (Ldh/EHESS/Cassini) |      |      |      |      |      |      |      |      |
| 1793                                                      | 1800 | 1806 | 1821 | 1831 | 1836 | 1841 | 1846 | 1851 |
| -                                                         | 99   | -    | 187  | 167  | 191  | 162  | 174  | 180  |

| 1856 | 1861 | 1866 | 1872 | 1876 | 1881 | 1886 | 1891 | 1896 |
| ---- | ---- | ---- | ---- | ---- | ---- | ---- | ---- | ---- |
| 182  | 360  | 440  | 442  | 427  | 588  | 526  | 505  | 502  |

| 1901 | 1906 | 1911 | 1921 | 1926 | 1931 | 1936 | 1946 | 1954 |
| ---- | ---- | ---- | ---- | ---- | ---- | ---- | ---- | ---- |
| 489  | 544  | 566  | 575  | 615  | 619  | 597  | 677  | 654  |

| 1962 | 1968 | 1975 | 1982 | 1990 | 1999 | 2006 | 2011 | 2016 |
| ---- | ---- | ---- | ---- | ---- | ---- | ---- | ---- | ---- |
| 761  | -    | -    | -    | -    | -    | -    | -    | -    |

| 2019 | - | - | - | - | - | - | - | - |
| ---- | - | - | - | - | - | - | - | - |
| -    | - | - | - | - | - | - | - | - |

### Evolució després de la fusió dels dos municipis
| 1968                                       | 1975  | 1982  | 1990  | 1999  | 2007  |
| ------------------------------------------ | ----- | ----- | ----- | ----- | ----- |
| 8.801                                      | 9.765 | 9.670 | 9.909 | 9.751 | 9.381 |
| Des de 1962: població sense dobles comptes |       |       |       |       |       |

## Personatges il·lustres
- Pèire Rosset (1625 - 1684), poeta
- René Quenouille (1884-1945), metge i radiòleg, comunista i resistent, assassinat pels nazis a l'Escola del Bullenhuser Damm (Hamburg), el 21 d'abril de 1945[2]
- Étienne de La Boétie, escriptor francès
- Sacerdot de Llemotges (ca 670 - Llemotges, ca 720), també anomenat Sacerdot de Calviac, Sardot o Sardou, fou un monjo, abat i després bisbe de Llemotges
- Aimeric de Sarlat, trobador del segle XII-XIII
- Pierre Sanfourche-Laporte, jurista francès